# Guy Delumeau
Guy Robert Delumeau (ur. 18 sierpnia 1981) – palauski zapaśnik walczący w obu stylach. Zajął 30. miejsce na mistrzostwach świata w 2018 i 2019. Mistrz igrzysk mikronezyjskich w 2018. Wicemistrz Oceanii w 2019 i 2023 roku.
Zawodnik Pacific University z Forest Grove.
Zawodnik MMA.